# Anabarilius grahami
Anabarilius grahami är en fiskart som först beskrevs av Regan, 1908.  Anabarilius grahami ingår i släktet Anabarilius och familjen karpfiskar. Inga underarter finns listade i Catalogue of Life.